# The Cruel Crown
The Cruel Crown è un cortometraggio muto del 1914 diretto da Francis J. Grandon. È l'ottavo  episodio, conosciuto anche con il titolo completo The Adventures of Kathlyn 8: The Cruel Crown, del serial The Adventures of Kathlyn.

## Produzione
Il film fu prodotto dalla Selig Polyscope Company.

## Distribuzione
Distribuito dalla General Film Company, il film - un cortometraggio in due bobine - uscì nelle sale cinematografiche statunitensi il 6 aprile 1914.